# Verrucella gubalensis
Verrucella gubalensis is een zachte koraalsoort uit de familie Ellisellidae. De koraalsoort komt uit het geslacht Verrucella. Verrucella gubalensis werd in 2000 voor het eerst wetenschappelijk beschreven door Grasshoff. 